# Memoriał Alfreda Smoczyka 2003
.

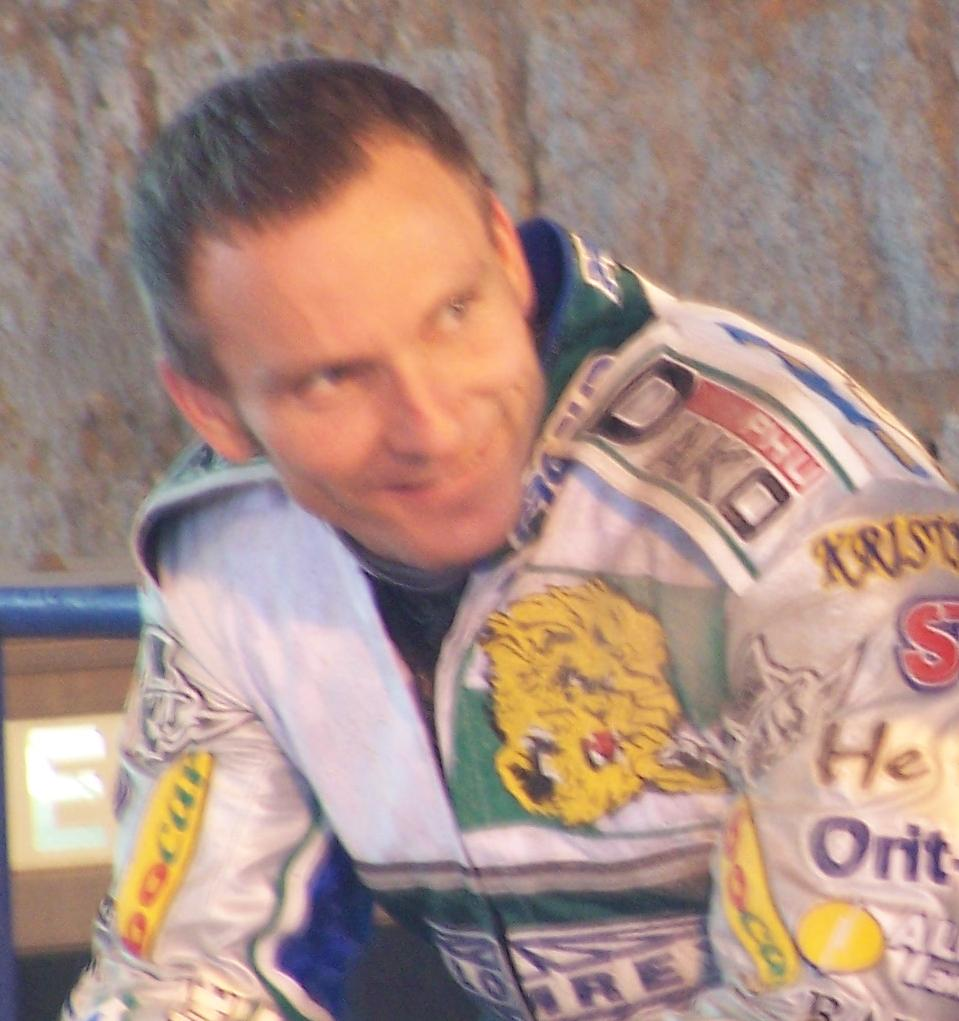
Sławomir Drabik – zwycięzca Memoriału w 2003

LIII Memoriał Alfreda Smoczyka odbył się 17 sierpnia 2003. Zwyciężył Sławomir Drabik.

## Wyniki
- 17 sierpnia 2003 (niedziela), Stadion im. Alfreda Smoczyka (Leszno)
- NCD: Krzysztof Kasprzak – 61,40 – w wyścigu 2

| Msc. | Zawodnik                | Kraj                  | Pkt  |                |  |
| ---- | ----------------------- | --------------------- | ---- | -------------- |  |
| 1    | (2) Sławomir Drabik     | WTS Wrocław           | 14   | (3,3,2,3,3)    |  |
| 2    | (5) Krzysztof Kasprzak  | Unia Leszno           | 13   | (3,3,3,1,3)    |  |
| 3    | (10) Damian Baliński    | Unia Leszno           | 11+3 | (2,2,3,2,2) +3 |  |
| 4    | (8) Grzegorz Walasek    | Włókniarz Częstochowa | 11+2 | (0,3,3,2,3) +2 |  |
| 5    | (15) Wiesław Jaguś      | Apator Toruń          | 10   | (3,3,0,3,1)    |  |
| 6    | (6) Tomasz Jędrzejak    | WTS Wrocław           | 10   | (2,1,3,1,3)    |  |
| 7    | (11) Tomasz Bajerski    | Apator Toruń          | 10   | (3,2,2,1,2)    |  |
| 8    | (3) Robert Miśkowiak    | Polonia Piła          | 8    | (1,0,2,3,2)    |  |
| 9    | (7) Mariusz Węgrzyk     | RKM Rybnik            | 6    | (1,1,0,3,1)    |  |
| 10   | (9) Stanisław Burza     | Unia Tarnów           | 6    | (1,0,1,2,2)    |  |
| 11   | (12) Andrzej Huszcza    | ZKŻ Zielona Góra      | 6    | (0,2,1,2,1)    |  |
| 12   | (1) Jacek Rempała       | Unia Leszno           | 5    | (2,2,1,0,0)    |  |
| 13   | (16) Rafał Kurmański    | ZKŻ Zielona Góra      | 3    | (2,1,0,-,-)    |  |
| 14   | (13) Piotr Dym          | Kolejarz Rawicz       | 3    | (0,1,2,0,0)    |  |
| 15   | (4) Friedrich Wallner   | bez klubu polskiego   | 2    | (t,0,1,d,1)    |  |
| 16   | (14) Tomasz Łukaszewicz | Unia Leszno           | 2    | (1,0,0,1,0)    |  |
|      | rez. Norbert Kościuch   | Unia Leszno           | 0    | (0,0)          |  |
|      | rez. Robert Mikołajczak | Unia Leszno           | 0    | (0)            |  |

Bieg po biegu
1. (61,70) Drabik, J. Rempała, Miśkowiak, Kościuch / Wallner (t)
2. (61,40) K. Kasprzak, Jędrzejak, Węgrzeyk, Walasek
3. (62,10) Bajerski, Baliński I, Burza, Huszcza
4. (61,90) Jaguś, Kurmański, Łukaszewicz, Dym
5. (62,30) K. Kasprzak, J. Rempała, Dym, Burza
6. (61,50) Drabik, Baliński I, Jędrzejak, Łukaszewicz
7. (61,50) Jaguś, Bajerski, Węgrzyk, Bajerski
8. (62,40) Walasek, Huszcza, Kurmański, Wallner
9. (62,90) Jędrzejak, Bajerski, J. Rempała, Kurmański
10. (62,30) K. Kasprzak, Drabik, Huszcza, Jaguś
11. (63,10) Walasek, Miśkowiak, Burza, Łukaszewicz
12. (63,10) Baliński I, Dym, Wallner, Węgrzyk
13. (62,80) Węgrzyk, Huszcza, Łukaszewicz, J. Rempała
14. (63,10) Drabik, Walasek, Bajerski, Dym
15. (63,50) Miśkowiak, Baliński, K. Kasprzak, Mikołajczak / Kurmański (ns)
16. (63,00) Jaguś, Burza, Jędrzejak, Wallner (d4)
17. (62,60) Walasek, Baliński I, Jaguś, J. Rempała
18. (62,90) Drabik, Burza, Węgrzyk, Kościuch / Kurmański (ns)
19. (63,90) Jędrzejak, Miśkowiak, Huszcza, Dym
20. (64,30) K. Kasprzak, Bajerski, Wallner, Łukaszewicz

Bieg 0 3. miejsce
21. (63,60) Baliński I, Walasek
Bieg dodatkowy pamięci Stanisława i Jerzego Kowalskich
22. (67,70) K. Kasprzak, Miśkowiak, Wallner, Kościuch